# Cour du roi Pétaud
L'expression cour du roi Pétaud désigne un groupe, une communauté ou une assemblée où chacun veut commander, où l'ordre est absent et où, par conséquent, l'entente est impossible. L'expression s'utilise aussi pour parler d'une réunion où tout le monde veut parler en même temps.
On parle aussi de pétaudière pour désigner un tel lieu.

## Origine
L'origine de l'expression remonterait à l'époque où les communautés élisaient un chef qui bénéficiait alors de privilèges.
Ainsi, selon Alphonse Depras, cette expression aurait pour origine le fait que les mendiants nommaient un chef (du latin « peto », signifiant « je demande »). Ce « roi des mendiants » ne sachant se faire obéir, une extrême confusion en résultait.
Une autre origine possible serait que « Pétaud » viendrait du « roy Petault », un paysan révolté cité dans le Tiers-Livre de Rabelais.

## Utilisations notables
La Cour du roi Pétaud est le nom donné à un chapitre XXVI de l’œuvre d'Alexandre Dumas appelée Joseph Balsamo.
C'est aussi le nom d'un opéra de Léo Delibes écrit en 1869.
Jules Rivet et Fernand Pignatel écrivirent un livre appelé Chronique de la cour du roi Pétaud, publié en 1921.
Le Temple d'Auguste et de Livie à Vienne en Isère est considéré, pendant la révolution, comme une cour du roi Pétaud.
Le Tartuffe de Molière présente une occurrence du terme à l'acte I scène première. Madame Pernelle taxe l'assemblée de sa bru Elmire de « cour du roi Pétaut ».
En mai 2011, l'ancien premier ministre du Québec Lucien Bouchard lance l'expression « c'est la cour du roi Pato » lors d'une prise de bec avec Amir Khadir lors d'une commission parlementaire sur la Loi limitant les activités pétrolières et gazières, à l'Assemblée nationale du Québec,,.

## Sources